# Armageddon (2002)
Armageddon (2002) foi um evento pay-per-view promovido pela World Wrestling Entertainment, ocorreu no dia 15 de dezembro de 2002 no Office Depot Center em Sunrise, Florida. Esta foi a terceira edição da cronologia do Armageddon.

## Resultados
| #                              | Lutas | Estipulação                                                       | Tempo |
| ------------------------------ | --- | ----------------------------------------------------------------- | ----- |
| Sunday Night Heat              | Jeff Hardy derrotou D'Lo Brown. | Singles match                                                     | 04:56 |
| 1                              | Booker T e Goldust derrotaram Lance Storm e William Regal, The Dudley Boyz (Bubba Ray e D-Von) e Chris Jericho e Christian (c). - Regal eliminou Bubba (05:23). - Goldust eliminou Regal (05:32). - Booker pinou Jericho (16:43). | Fatal Four-Way Elimination match pelo World Tag Team Championship | 16:43 |
| 2                              | Edge derrotou A-Train por desqualificação. | Singles match                                                     | 07:12 |
| 3                              | Chris Benoit derrotou Eddie Guerrero. | Singles match                                                     | 16:47 |
| 4                              | Batista (com Ric Flair) derrotou Kane. | Singles match                                                     | 06:40 |
| 5                              | Victoria (c) derrotou Trish Stratus e Jacqueline. | Triple Threat match pelo WWE Women's Championship                 | 04:28 |
| 6                              | Kurt Angle derrotou The Big Show (c) (com Paul Heyman). | Singles match pelo WWE Championship                               | 12:36 |
| 7                              | Triple H derrotou Shawn Michaels (c). | Three Stages of Hell match pelo World Heavyweight Championship    | 35:25 |
| (c) - Campeão(s) antes da luta | |                                                                   |       |